# Emeric Szabo (din Peregu)
Emeric Szabo (n. 15 septembrie 1935, Comuna Peregu Mare, Arad -- d. ?) a fost un demnitar comunist român de origine maghiară, membru de partid din 1964.

## Studii
- Cursul de un an pentru președinții de C.A.P. la Academia de Știinþe Social-Politice „Ștefan Gheorghiu“ (oct. 1978–iun. 1979);
- Liceul agroindustrial (curs fără frecvență - 1981)